# 康豹
康豹（英語：Paul R. Katz，1961年12月9日—），美國籍猶太人，臺灣中央研究院近代史研究所研究員，其妻為中央研究院歷史語言研究所研究員劉淑芬。專攻臺灣宗教，是研究王爺信仰的專家。

## 簡介
生於美國加州洛杉磯。1984年為耶魯大學歷史學士、1990年為普林斯頓大學歷史博士。曾任國立中正大學副教授、國立中央大學教授。2002年入中研院，2005年為中央研究院研究員。
康豹就讀於耶魯大學時，本想研究基督教。但因為修了中國史教授史景遷（Jonathan Spence）的課，聽了很多白蓮教、義和團、羅教系宗教的故事，對中國的宗教文化產生興趣，1983年來臺，研究臺灣民間信仰，時居屏東縣東港鎮，在東隆宮見到許多民間的祭典活動；後回普林斯頓大學，博士論文即為明清時代的中國宗教。
後因娶了臺灣妻子，他先後任教於臺灣的國立中正大學及國立中央大學，也精通台語與華語。2002年進入中中央研究院，康豹對於宗教態度相當開明，並未執著於一種信仰，他自述：「父親信猶太教，母親是基督徒，妻子信佛教，而我雖相信上帝存在，卻不認為上帝一定要是白人或黃種人，不一定要信甚麼教才會得救！我逢廟必拜，寧可信其有，但其實信的是『睡覺』！」
2022年獲教育部第六十六屆學術獎。